# Andrea di Cesarea
Andrea di Cesarea (in greco Ἀνδρέας Καισαρείας?; fl. VII secolo) è stato un arcivescovo e teologo bizantino.
Storicamente nulla si conosce di questo vescovo, che fu metropolita di Cesarea di Cappadocia, e molte ipotesi sono state fatte sull'epoca in cui ha vissuto, riassunte da Franz Diekamp in un articolo apparso nel 1897. In un successivo studio pubblicato nel 1901, lo stesso studioso ha fissato al VII secolo l'epoca di Andrea di Cesarea.
Di questo vescovo è noto un approfondito commento dell'Apocalisse dal carattere fortemente allegorico. Diekamp ha dimostrato che il metropolita di Cesarea si è ispirato in più punti ad un precedente commento dell'Apocalisse scritto da Ecumenio di Tricca, che visse nel VI secolo. Dall'opera di Andrea si può inoltre stabilire che il commento fu scritto prima della controversia iconoclasta.
Il commentario di Andrea sull'Apocalisse venne pubblicato per la prima volta, con traduzione in latino, dal gesuita Theodor Anton Peltanus à Ingolstadt nel 1584. Nel 1596 Frédéric Sylburg pubblicò un'edizione critica greco-latina, che fu poi riprodotta nella Patrologia Graeca.